# Hanna van de Voort

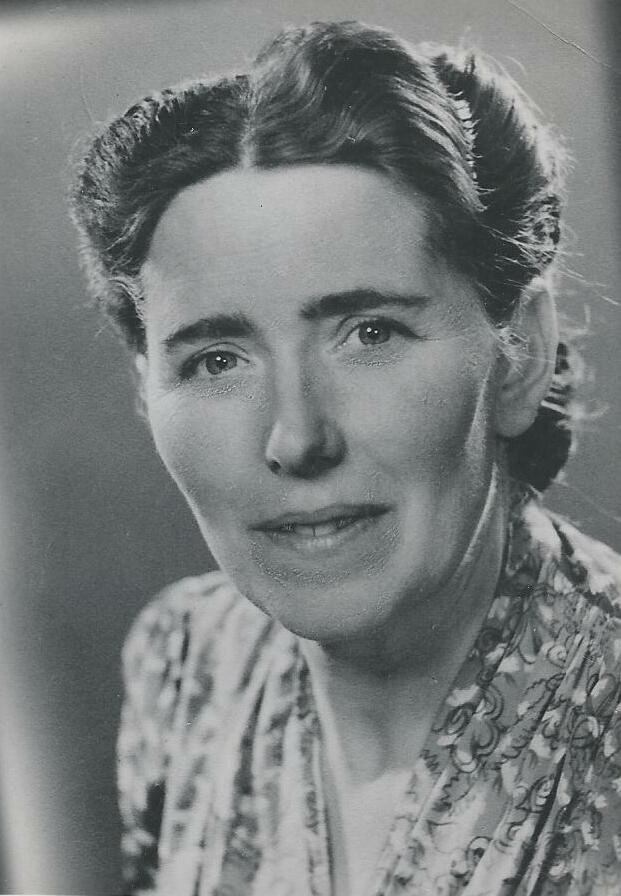
Hanna van de Voort (vor 1956)

Johanna Catharina Maria „Hanna“ van de Voort (* 26. November 1904 in Meerlo, Horst aan de Maas; † 26. Juli 1956 in Utrecht) war eine niederländische Widerstandskämpferin.

## Leben
Hanna van de Voort war das vierte Kind des Konditors Anselmus Theodorus van de Voort (* 1871) und von Maria Katharina Hendrika Everts (1867–1943). Ihre Eltern waren katholisch. Ihr Vater betrieb lange Zeit eine Bäckerei und ein Café-Restaurant-Hotel in Tienray, einem Dorf in der Nähe von Horst aan de Maas. Dort wuchs sie mit zwei Brüdern und drei Schwestern in der Stationstraat (heute Spoorstraat 10) auf. Als Erwachsene lebte sie weiterhin im elterlichen Haus und arbeitete als Gemeindekrankenschwester und Entbindungsschwester in Tienray und in den nordlimburgischen Dörfern entlang der Maas in der ehemaligen Gemeinde Meerlo.
Während des Zweiten Weltkriegs rettete Hanna van de Voort, ermutigt von ihrer Mutter und unterstützt von weiteren Widerstandskämpfern, mehr als hundert jüdische Kinder vor der Deportation und Ermordung. Nach dem Krieg schenkte ihre Schwester Mien ihr das „Tienray-Album“ mit etwa fünfzig Fotos und den Erzählungen der Kinder und ihrer Pflegeeltern, die sie notiert hatte. Viele der Kinder blieben in den Jahren nach dem Krieg in Verbindung mit Hanna van de Voort. Über ihr Leben nach dem Krieg ist wenig bekannt. Ihre Gesundheit hatte durch ihre Kriegserlebnisse gelitten; sie starb im Juli 1956 während einer dadurch notwendig gewordenen Herzoperation in Utrecht.

### Arbeit im Widerstand
Ab Mai 1943 existierte ein Netzwerk zur Rettung jüdischer Kinder, das in der katholischen Provinz Limburg Verstecke für Kinder aus Amsterdam vermittelte. Die meisten von ihnen kamen durch eine von Piet Meerburg geleitete Amsterdamer studentische Widerstandsgruppe, die mit Hilfe der Leiterin Henriëtte Pimentel aus der zur Hollandsche Schouwburg in Amsterdam gehörenden Kindertagesstätte jüdische Kinder herausschmuggelte, deren Eltern gezwungen wurden, sich zur Deportation in die Konzentrationslager zu sammeln. Hanna van de Voort wurde zusammen mit dem Studenten Nico Dohmen (1921–2008), der bei ihrer Familie untergetaucht war, eine Schlüsselfigur in dem Netzwerk, da sie durch ihre Arbeit die meisten Menschen in der Region kannte und in der Lage war, Familien zu identifizieren, die vertrauenswürdig genug waren, als Pflegeeltern für die jüdischen Kinder in Betracht zu kommen. Der Kontakt zur Amsterdamer Widerstandsgruppe war durch eine ihrer Nichten und einen Bekannten von Nico Dohmen entstanden.
Das erste Kind kam im Juli 1943 nach Tienray, die nächsten am 20. August 1943. Die Amsterdamer Studenten organisierten den Transport nach Venlo oder Venray, wo Hanna van de Voort die Kinder vom Zug abholte und für einige Tage in ihrem Elternhaus unterbrachte. Versehen mit einem gefälschten Personalausweis des Centraal Bureau voor Kinderuitzending, das die Unterbringung von minderjährigen Flüchtlingen nach der Bombardierung von Rotterdam 1940 organisierte, sollten sie sich als christliche evakuierte Waisenkinder ausgeben. Zur Tarnung erhielten sie einen falschen Namen, eine Einführung in katholische Sitten und Gebräuche, einen Stadtplan von Rotterdam und einen fingierten Lebenslauf. Nach ein paar Tagen wurden die meisten Kinder bei Familien in der weiteren Umgebung untergebracht. Das Gebiet erstreckte sich über die ganze Provinz Limburg nördlich von Venlo. Die Kinder besuchten gemeinsam mit den Kindern ihrer Pflegefamilien die örtlichen Schulen und Gottesdienste und lernten den Katechismus. Hanna van de Voort und Nico Dohmen hielten Kontakt zu ihnen, arrangierten bei Gefahr Verlegungen und versorgten sie mit den notwendigen Lebensmittelkarten für Kleidung und Lebensmittel, die sie aus Amsterdam bekamen. Auf diese Weise retteten sie 123 Kinder.
Daneben versteckte Hanna van de Voort auch andere Personen wie die Familien Peres und Ratzker, die auf der Suche nach einem Versteck unangemeldet zu ihr kamen. Als das Sammellager in der Hollandsche Schouwburg in Amsterdam und die dazu gehörende Kindertagesstätte geschlossen werden sollten, versteckte sie deren jüdische Leiterin Virginia Cohen bei sich zuhause. Auch mehrere geflohene französische Kriegsgefangene gelangten zu ihr und wurden nach einigen Tagen im Haus über Sevenum nach Belgien gebracht. Die Amerikaner Thomas Wilcox und Mac Neil, die mit ihrem Bomber in der Nähe von Melderslo abgestürzt waren, wurden ebenfalls von Hanna van de Voort und Nico Dohmen in ein Versteck vermittelt.
Ende Juli 1944 wurde Hanna van de Voort von Lucien Nahon aus Gulpen, der seit 1942 im Hotel Wijnhoven in der Kloosterstraat 2 in Tienray wohnte, verraten. Er war Inspektor des 1941 gegründeten Nederlandse Landstand, dessen Ziel es unter anderem war, alle Organisationen im Bereich Landwirtschaft und Fischerei zu bündeln und unter nationalsozialistische Kontrolle zu bringen. Er hatte herausgefunden, wo die jüdischen Kinder untergebracht waren, und diese Informationen an den Polizeikommandanten O. Couperus weitergegeben. In der Nacht vom 31. Juli auf den 1. August 1944 wurde Hanna van de Voort verhaftet und in das KZ Herzogenbusch in Vught gebracht; Nico Dohmen konnte fliehen. In der Provinz Limburg wurden bei Razzien in Tienray, Broekhuizenvorst und Venray zwischen zehn und fünfzehn versteckte jüdische Kinder und deren Pflegefamilien festgenommen. Viele von ihnen kamen auf Grund ihrer Tarnung als Rotterdamer Waisenkinder wieder frei, ebenso alle ihre Gasteltern, die fachmännisch gedruckte und amtlich abgestempelte gefälschte Evakuierungsbescheinigungen vorweisen konnten. Hanna van de Voort blieb neun Tage lang eingesperrt, gab aber während der brutalen Verhöre keine Informationen preis und behauptete standhaft, sie habe nur Rotterdamer Evakuierten geholfen. Die Medizinstudentin Mieke Mees, die die Kinder aus Amsterdam zu ihren Verstecken in der Provinz begleitete, überredete den deutschen Kommandanten, Hanna van de Voort freizulassen. Zurück in Tienray nahm sie ihre illegale Arbeit wieder auf.
Vermutlich sieben oder acht der bei den Razzien entdeckten Kinder wurden im selben Jahr in das KZ Auschwitz deportiert und ermordet. Gesichert ist das bei vier Kindern: Floortje (* 1933) und Wim de Paauw (* 1934) am 6. September 1944, Louis (* 1936) und Dick van Wezel (* 1934) am 18. Oktober 1944. Das Konzentrationslager überlebt hat die achtzehnjährige Rebecca „Beppie“ Aldewereld, die unter dem Pseudonym Truuske Smits bei der Familie Martien und Lieske van Leest in der Spoorstraat 45 lebte.

## Ehrungen und Gedenken

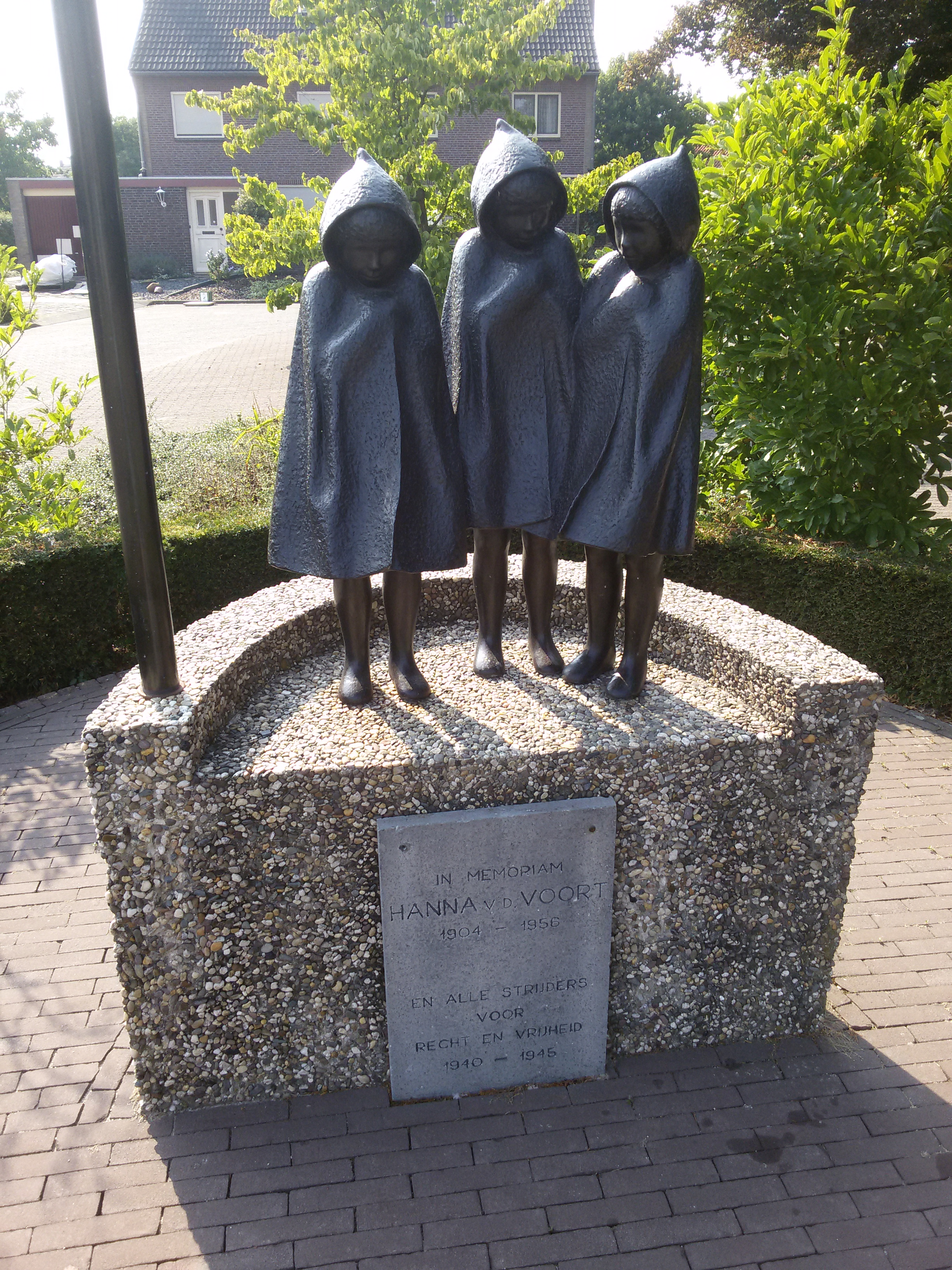
Denkmal für Hanna Van de Voort in Tienray

Im Mai 1957 wurde eine Gedenktafel für Hanna van de Voort an der Fassade ihres Elternhauses in der Spoorstraat 10 in Tienray angebracht. 1971 wurde auf dem nach ihr benannten Hanna van de Voortplein in Tienray ein Widerstandsdenkmal errichtet. Dies wurde im Mai 1989 durch eine Bronzeskulpturengruppe mit drei Kindern der Bildhauerin Elly van den Broek ersetzt, die für die 123 jüdischen Kinder stehen, die Hanna van de Voort im Zweiten Weltkrieg beschützte. Am Sockel befindet sich eine Gedenktafel mit dem Text „In memoriam Hanna v.d. Voort 1904 – 1956. En alle strijders voor recht en vrijheid 1940 – 1945“. Jedes Jahr am 4. Mai findet an diesem Denkmal der Gedenktag statt.
In Jerusalem wurde 1957 in der „Allee der Gerechten unter den Völkern“ ein Baum zu ihrem Gedenken gepflanzt und 1987 wurde sie, zusammen mit Nico Dohmen, posthum mit der Aufnahme in die Liste Gerechter unter den Völkern von Yad Vashem geehrt.
Das „Tienray-Album“ mit den fünfzig Fotos und Berichten geretteter Kinder ist seit 1998 Teil der Sammlung des Verzetsmuseum Amsterdam. Dieses Widerstandsmuseum widmete dem Album im September 2003 eine Sonderausstellung.